# バヤン・モンケ・ボルフ晋王
バヤン・モンケ・ボルフ晋王（モンゴル語：Баянмөнх жонон、1464年 - 1487年）は、モンゴルの第33代（北元としては第19代）ハーン（在位：1480年 - 1487年）。
アクバルジ晋王の子ハルグチュク・タイジの子。ダヤン・ハーンの父。
『明史』韃靼伝では孛羅忽、伯顔猛哥王と表記される。バヤン・ムンケ(Bayan möngke)とも表記される。

## 生涯
ハルグチュク・タイジが巻狩り中にトクモクのイェクシ・モンケという者に殺されたため、妊娠7カ月のセチェク妃子は従者のイナク・ゲレとともに、父のエセン・ハーンのもとに身を寄せた。3ヶ月後の1464年、セチェク妃子は男の子（バヤン・モンケ）を生むが、ボルジギン氏の生き残りであるとして父のエセン・ハーンがその子の命を狙うため、曽祖母のサムル公主のもとに預け、そこでバヤン・モンケと名付けてソロンガスのサンガルドルの妻ハラクチン大夫人を乳母として育てさせた。
しかし、それでもエセン・ハーンは命を狙ってきたので、イナク・ゲレはオイラトのオキデイ大夫という者に頼んで、ハラチンのボライ太師，サルトールのバヤンタイ・メルゲン、フンギラトのエセレイ大夫とともに3歳のバヤン・モンケをモンゴルへ脱出させた。途中、ウリヤンハンのオロチュ少師という者と出会い、「自分の娘（シキル）を中宮としてバヤン・モンケ太子に娶せ、生き残ったボルジギン氏に送り届けましょう」と言って来たため、4人はバヤン・モンケを彼に託した。
1475年、マンドゥールン・ハーンが帝位（ハーン）につくと、オロチュ少師はバヤン・モンケ太子とシキル妃子をハーンのもとに会わせた。マンドゥールン・ハーンはたいへん喜び、バヤン・モンケをボルフ晋王（ジノン）と名付け、兄弟の間柄となってボロボロになった6つの万人隊（トゥメン）を収拾していった。
ある時、ボルフ晋王のハリューチンのホンホラという者が、マンドゥールン・ハーンに「あなたの弟はイェケ・ハバルト中宮を娶ろうとしています」と讒言したため、ハーンは信じず、ボルフ晋王に真意を確かめた上で、ホンホラの口を断って殺した。
その後、ヨンシエブのイスマイル太師がマンドゥールン・ハーンに「ホンホラの言うことは本当だったのに…」と言い、一方でボルフ晋王にも「ハーンはホンホラの言葉を信じてあなたに悪意を抱いています」と言い、2人の離間を謀った。
やがて2人はイスマイル太師の言うことを信じ始め、マンドゥールン・ハーンは遂にイスマイル太師に命じてボルフ晋王を討たせた。ボルフ晋王は先に逃れて無事であったが、彼の国人と家畜はことごとく奪われ、妻のシキル太后はイスマイル太師の妻となってしまう。
1479年、マンドゥールン・ハーンが42歳で亡くなると、翌年（1480年）、バヤン・モンケ・ボルフ晋王が即位してハーンとなった。1487年、バヤン・モンケ・ボルフ・ハーンはヨンシエブのケリュー，チャガーン，テムル，モンケ，ハラ・バダイの5人によって殺された。